# Принцип на Ферма
Принципът на Ферма̀, наричан още принцип на най-малкото време, е постулат в геометричната оптика, според който, когато светлината пътува от една точка до друга, тя следва пътя, който се изминава за най-кратко време. В тази си форма принципът е формулиран от Пиер дьо Ферма около 1660 г. и от съвременна гледна точка се счита за непълен. Модерната формулировка на принципа гласи, че светлинен лъч, пътувайки между две точки в дадена среда, ще избере тази оптична траектория, чиято дължина е стационарна по отношение на вариации на траекторията.
Принципът на Ферма̀ може да се използва, за да опишат свойствата на светлинните лъчи, отразени от огледала, пречупени през различни среди, или явлението на пълно вътрешно отражение. Математически той следва от принципа на Хюйгенс – Френел при дължини на вълните, клонящи към нула.